# Benalúa de las Villas
Benalúa de las Villas – gmina w Hiszpanii, w prowincji Grenada, w Andaluzji, o powierzchni 21,65 km². W 2011 roku gmina liczyła 1375 mieszkańców.
Znajduje się u podnóża niewielkiego wzgórza, obok rzeki Las Juntas, która przecina swój koniec z Campotéjar w kierunku Colomera, w którego niewielkim zbiorniku drenuje. Jego orografia składa się z pasm górskich, równin, rzek i dolin.